# Chavarriella diminuta
Chavarriella diminuta là một loài bướm đêm trong họ Geometridae.